# Giuseppe Bicocchi
Giuseppe Bicocchi (Manciano, 18 luglio 1943 – Lucca, 18 febbraio 2008) è stato un politico italiano.

## Biografia
Laureato in giurisprudenza, è avvocato.
Inizia la sua carriera politica all'interno della Democrazia Cristiana, della quale diventa segretario provinciale a Lucca. Dal 1975 al 1985 è presidente della provincia di Lucca e dal 1985 al 1992 è consigliere regionale in Toscana. Nel 1992 è eletto alla Camera dei deputati. Nel 1994 aderisce al Patto Segni.
Nel 1996 è nuovamente eletto alla Camera all'interno della formazione di Rinnovamento Italiano, che successivamente lascia insieme ai fedelissimi di Mariotto Segni (Diego Masi e Elisa Pozza Tasca). Sebbene eletto nella coalizione di centro-sinistra dell'Ulivo, insieme a Masi, votò la sfiducia al governo Prodi I, nell'ottobre 1998; nel frattempo aderisce all'Unione Democratica per la Repubblica, mentre dal marzo 1999 entra nel gruppo misto.
Terminato il mandato parlamentare nel 2001, nel 2006 venne nominato presidente della Fondazione Stella Maris, istituto scientifico per la neuropsichiatria dell'infanzia e dell'adolescenza.
Morì a Lucca il 18 febbraio 2008, all'età di 65 anni.